# Antonius Abtkerk (Volkel)
De Antonius Abtkerk was een rooms-katholieke kerk in de Nederlandse plaats Volkel. De kerk is gewijd aan Antonius Abt.
In 1455 verrijst in Volkel de eerste kapel, gewijd aan Antonius Abt en Barbara van Nicomedië. Dit wordt mogelijk gemaakt door een nalatenschap. De kapel kreeg meermalen met onheil te maken: in 1635 werd de kapel in brand gestoken door Kroaten en in 1739 vond er een grote roof plaats van sieraden. Begin 19e eeuw werd de kapel vervangen door een grotere kerk. Deze werd in 1836 ingewijd door de pastoor van Herpen en werd in 1855 een eigen parochie, door zich af te scheiden van Uden. In 1884 volgde een consecratie door bisschop Mgr. Adrianus Godschalk. Het aantal mensen dat kerkten in Volkel groeide en er werd besloten tot nieuwbouw van een grotere kerk. De bestaande kerk werd in 1937 gesloopt en het jaar erop werd de nieuwe kerk gebouwd naar ontwerp van Johannes van Halteren en ingewijd door Arnold Diepen.
Van Halteren had een driebeukige kruiskerk ontworpen met elementen uit de gotische en traditionalistische bouwstijl. Aan de westzijde staat een brede bakstenen kerktoren, bestaande uit vier geledingen. In de toren is een grote spitsboognis aangebracht. De toren wordt bekroond met een geknikte tentdak. Het schip met zadeldak sluit aan op het hogere priesterkoor, die in verbinding staat met het transept, dat weer is voorzien van een lessenaarsdak. De apsis is weer lager, voorzien van een kooromgang en kent een 5/8e sluiting met hoge spitsboogramen. Zowel het schip als de zijbeuken zijn voorzien van steunberen. 
In de kerk zijn reliëfs aanwezig van Albert Meertens op de kapitelen. In de oude kerk was een houten wandreliëf dat een lezende Antonius Abt afbeeldt gemaakt door Petrus Verhoeven, die verplaatst is naar het Museum voor Religieuze Kunst in Uden.
De kerk is in 2001 aangewezen als rijksmonument. In 2025 werd de kerk aan de eredienst onttrokken.

## Galerij

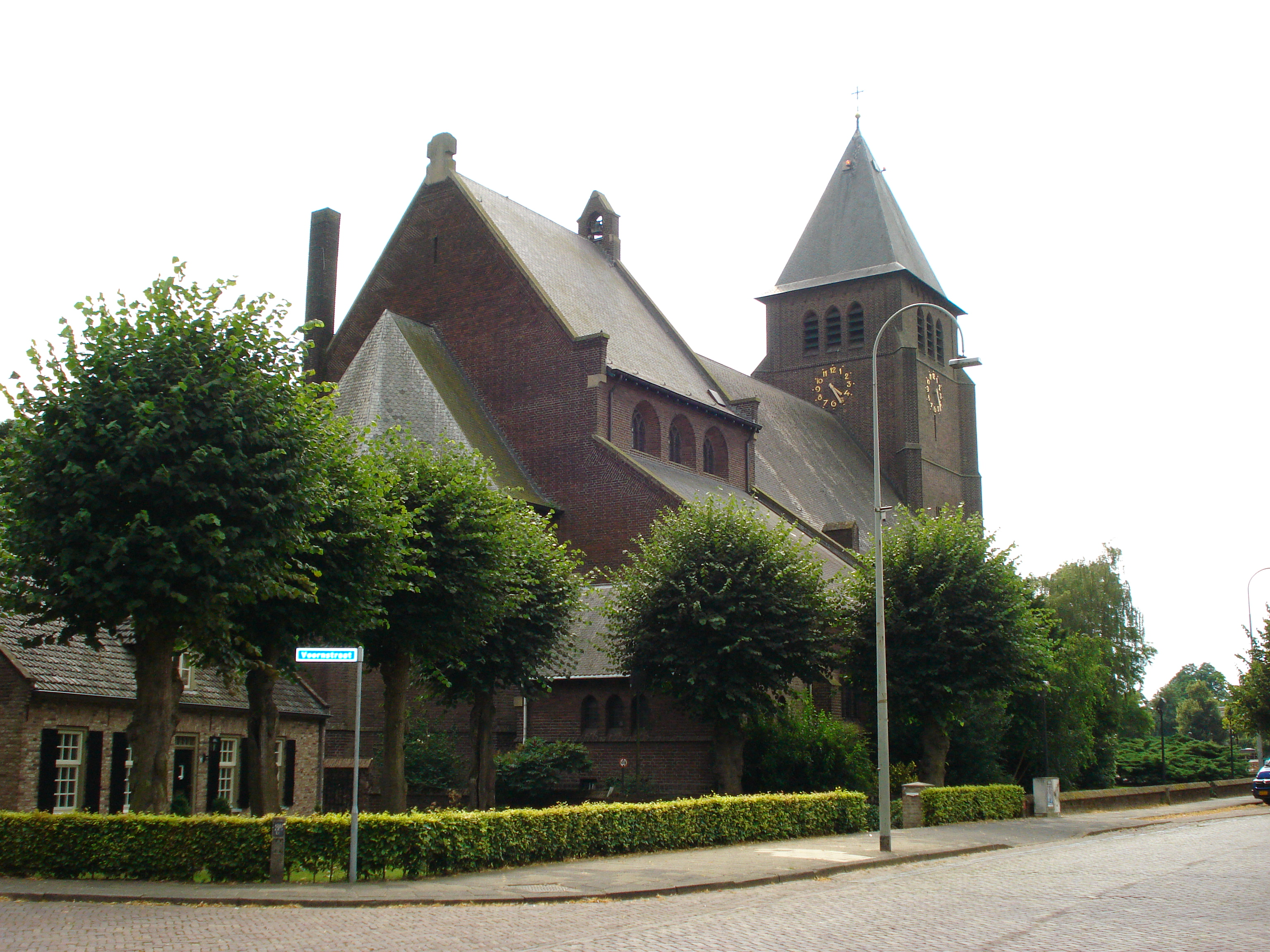
Aanzicht van achteren
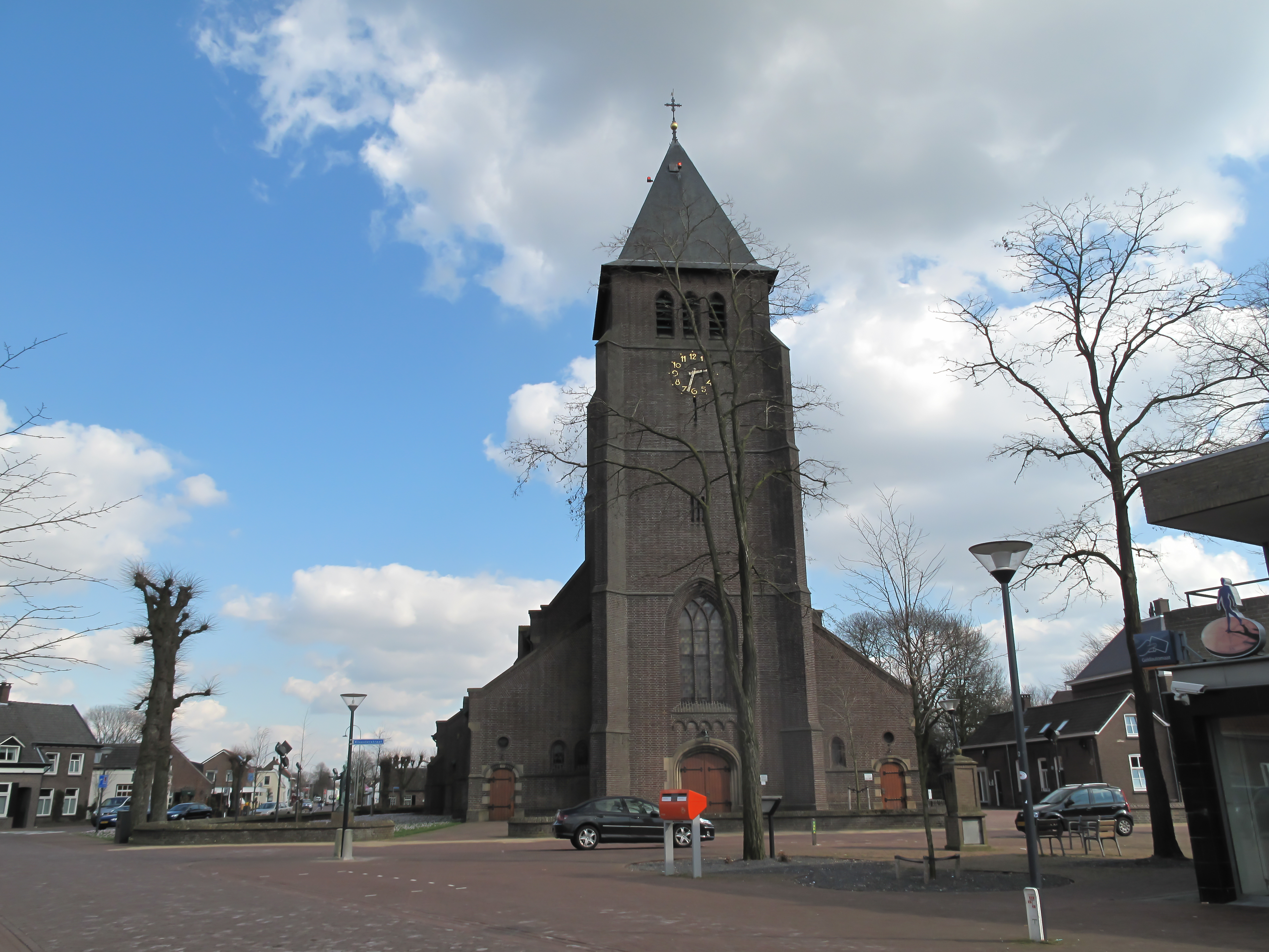
Aanzicht in 2012